# Eschweilera andina
Eschweilera andina là một loài thực vật có hoa trong họ Lecythidaceae. Loài này được (Rusby) J.F.Macbr. mô tả khoa học đầu tiên năm 1941.